# Blommerschot

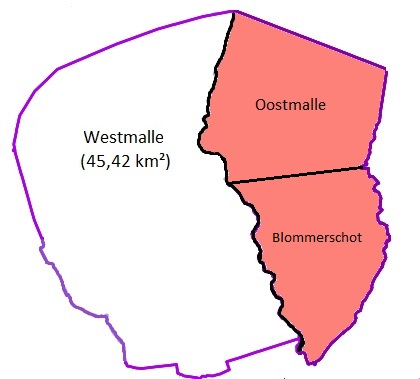
Heerlijkheid Blommerschot

Blommerschot is een voormalige heerlijkheid in het gebied ten zuidoosten van het grondgebied van de tot de Antwerpse gemeente Malle behorende plaats Oostmalle.
De heerlijkheid werd voor het eerst vermeld in 1432. Het was een landbouwontginning te midden van woeste gronden, met name heidevelden. In de loop van de 19e eeuw werd het heidegebied ontgonnen en bebost. In 1846 werd het Landgoed Heiligenaert gesticht. De gelijknamige villa, aan Blommerschot 1, is nog aanwezig.
In 1900 werd aan Blommerschot een neogotisch kapelletje gebouwd, gewijd aan Onze-Lieve-Vrouw van Lourdes.
Van 1952-1955 werd in een deel van dit gebied het Vliegveld Oostmalle gebouwd. Op het terrein van dit vliegveld zijn heiderelicten bewaard gebleven.
Delen van het gebied worden tegenwoordig beheerd door Natuurpunt, met name de vallei van de Delfte Beek, en de stichting Kempens Landschap.